# Прері-Гейтс (Вашингтон)
Прері-Гейтс (англ. Prairie Heights) — переписна місцевість (CDP) в США, в окрузі Пірс штату Вашингтон. Населення — 4561 особа (2020).

## Географія
Прері-Гейтс розташоване за координатами 47°8′58″ пн. ш. 122°6′19″ зх. д. / 47.14944° пн. ш. 122.10528° зх. д. (47.149332, -122.105297).  За даними Бюро перепису населення США в 2010 році переписна місцевість мала площу 9,70 км², з яких 9,69 км² — суходіл та 0,01 км² — водойми.

## Демографія
Згідно з переписом 2010 року, у переписній місцевості мешкало 4405 осіб у 1508 домогосподарствах у складі 1205 родин. Густота населення становила 454 особи/км².  Було 1550 помешкань (160/км²).
Расовий склад населення:
| - 91,6 % — білих - 1,4 % — корінних американців - 0,9 % — азіатів - 0,7 % — чорних або афроамериканців - 0,1 % — вихідців з тихоокеанських островів - 1,5 % — осіб інших рас |

До двох чи більше рас належало 3,8 %. Частка іспаномовних становила 4,5 % від усіх жителів.
За віковим діапазоном населення розподілялося таким чином: 27,3 % — особи молодші 18 років, 65,3 % — особи у віці 18—64 років, 7,4 % — особи у віці 65 років та старші. Медіана віку мешканця становила 37,8 року. На 100 осіб жіночої статі у переписній місцевості припадало 98,6 чоловіків;  на 100 жінок у віці від 18 років та старших — 97,2 чоловіків також старших 18 років.
Середній дохід на одне домашнє господарство  становив 86 096 доларів США (медіана — 85 743), а середній дохід на одну сім'ю — 95 045 доларів (медіана — 94 856). Медіана доходів становила 70 250 доларів для чоловіків та 42 156 доларів для жінок. За межею бідності перебувало 5,9 % осіб, у тому числі 7,8 % дітей у віці до 18 років та 2,4 % осіб у віці 65 років та старших.
Цивільне працевлаштоване населення становило 2084 особи. Основні галузі зайнятості: освіта, охорона здоров'я та соціальна допомога — 15,8 %, виробництво — 15,7 %, роздрібна торгівля — 13,3 %.